# Funkcja bezpieczeństwa
Funkcja bezpieczeństwa – elementarna właściwość, jaką mechanizm bezpieczeństwa powinien zapewniać chronionym zasobom. Poszczególne mechanizmy mogą różnić się zakresem oferowanych funkcji bezpieczeństwa oraz ich poziomem.
Podstawowe funkcje bezpieczeństwa:
- autentyczność
- niezaprzeczalność
- poufność
- integralność
- dostępność
- rozliczalność
- anonimowość